# Joe Elliott
Joseph Thomas "Joe" Elliott Jr. (* 1. srpna 1959, Sheffield, Anglie) je britský rockový zpěvák a příležitostný kytarista.
Byl ovlivněn hudbou 60. a 70. let, jako byly kapely T. Rex, Mott The Hoople a Ziggy Stardust. Jeho sen stát se členem skupiny Def Leppard přišel, když se spojil s formací Atomic Mass, založenou Rickem Savagem a Petem Willisem v roce 1977. Částečně ovlivněna Joeovým snem se kapela přejmenovala na Def Leppard. V začátcích byl Joeův zpěv ostrý, křiklavý, ale postupem času si vypracoval vlastní ojedinělý styl. Zpívá rychle, vysoko a s častými změnami úrovně zpěvu. Také hraje na bubny, kytaru, klavír a na klávesy.

## Osobní život
Od roku 1989 do 1996 byl ženatý s modelkou Karlou Rhamdani. V současné době žije v Dublinu se svojí manželkou Kristine, kterou si vzal 1. září 2004. V prosinci 2009 se jim narodil syn Finlay, v červenci 2016 se jim narodila dcera Lyla a v únoru 2020 se jim narodila dcera Harper.